# メタウルスの戦い
メタウルス川の戦いは、紀元前207年にイタリアのメタウルス川畔で起きた、ローマ軍とカルタゴ軍との戦いである。

## 前段階
大スキピオによってカルタゴ・ノウァを失陥し、バエクラの戦いでも敗れたカルタゴ軍は、南イタリア（マグナ・グラエキア）にいるハンニバルと合流することで戦況を逆転しようとした。ハンニバルの弟ハスドルバルの指揮するカルタゴ軍は、アルプスを越えイタリア半島に侵入した。
一方のローマ軍は兄弟の合流を防ぐため、マルクス・リウィウス・サリナトル指揮の2個軍団を急派して追跡させた。また、ハスドルバルがハンニバルに送った密使が、ハンニバルと対峙していたガイウス・クラウディウス・ネロの軍勢に捕えられた。ネロは密かに南イタリアからハスドルバルの軍勢を追うために、7千の軍勢を指揮して北イタリアに急行した。

## 戦闘状況
ローマ軍に捕捉されたハスドルバルは、メタウルス川を戦場に選んだ。

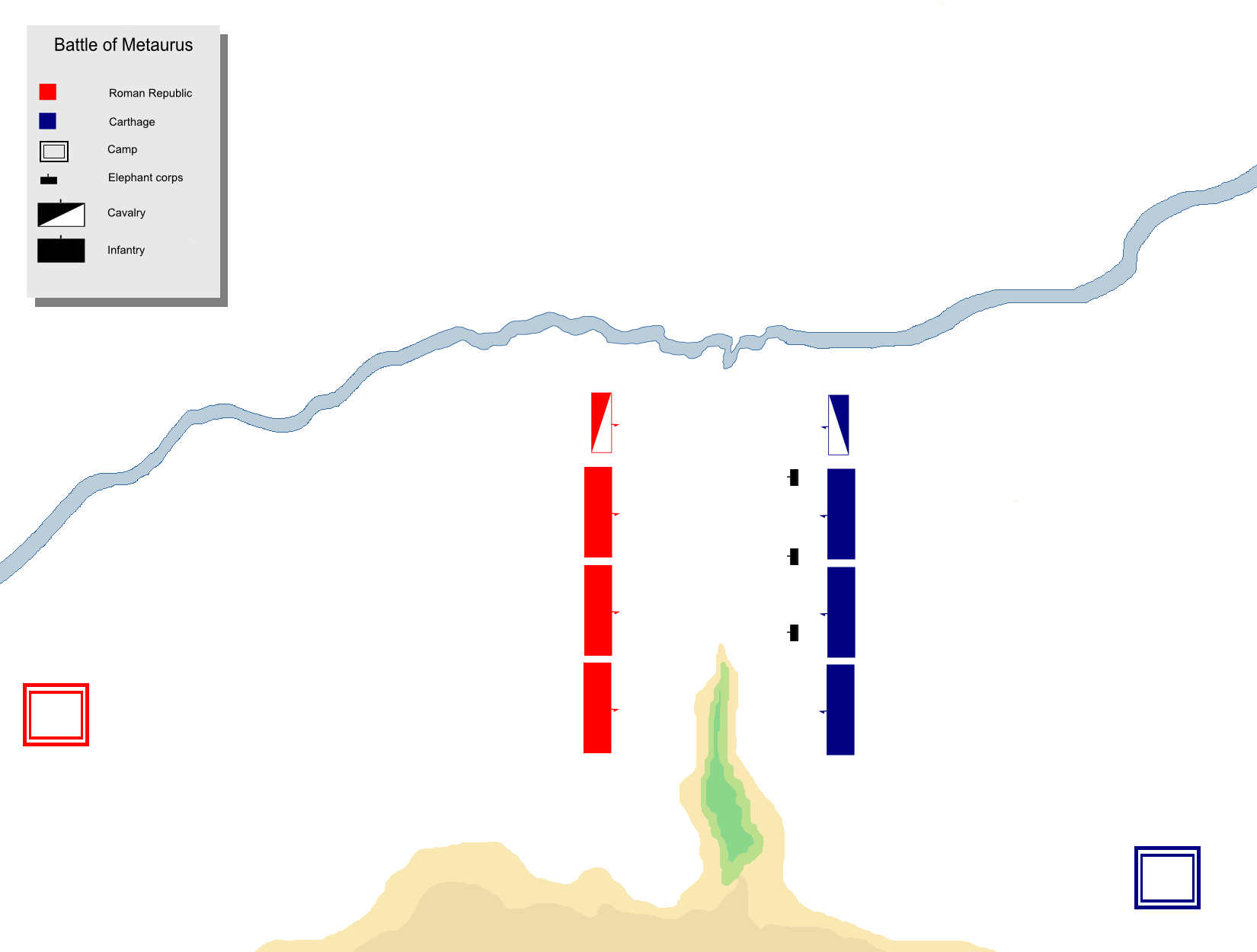
メタウルスの戦いの布陣図

ハスドルバルは象を投入したが暴れて役に立たなかったため、象を殺して戦闘に突入した。ハスドルバルは当初兵力がローマ軍より多く、優勢だったが、執政官ネロは自軍の右翼からメタウルス川の岸に移動し、カルタゴ軍の右翼を攻撃し、地形を利用してカルタゴ軍を包囲し、殲滅した。混乱の中でハスドルバルは戦死した。

## 戦後と影響
ハスドルバルの首は剥製にされ、ハンニバルの陣営に投げ込まれた。この時までハンニバルは、ハスドルバルのイタリア到着と死を知らなかったという。この戦いでの敗戦により、カルタゴ勝利の可能性は消え、ハンニバルはイタリア半島の先端に閉じ込められることになった。なお、執政官リウィウスの担当していた戦線で起こった戦いだったため、執政官ネロに凱旋式挙行は許されなかった。